# George J. Schulz
George J. Schulz (* 29. April 1925 in Brünn; † 15. Januar 1976 in New Haven) war ein US-amerikanischer Physiker. Er befasste sich mit Atomphysik und speziell Streuung an Atomen und Molekülen.
Schulz kam 1947 in die USA und studierte Physik am Pennsylvania State College mit dem Bachelor-Abschluss 1949 und 1950 erhielt er den Master-Abschluss am Pennsylvania State College. Von 1949 bis 1951 war er Assistant Professor an der Pennsylvania State University und 1951 bis 1954 Assistant Professor am Massachusetts Institute of Technology, an dem er 1954 in Physik promoviert wurde. Von 1954 bis 1966 forschte er an den Westinghouse Research Laboratories in Pittsburgh. Dort war er in der Gruppe für Atomphysik und bestimmte anfangs Wirkungsquerschnitte für Elektronenstösse an Atomen, wofür er Elektronenstrahlen von immer engerem Energiespektrum entwickelte und Resonanzen (Compound-Zustände aus dem Elektron und dem Target-Molekül bzw. Atom) zu vermessen. Er fand zahlreiche Resonanzen (wie 1963 die 19,3 eV Resonanz bei Streuung von Elektronen an Helium) und führte den Anstieg der Wirkungsquerschnitte für Schwingungsanregungen von zweiatomigen Molekülen wie Distickstoff  auf solche Compound-Resonanzen zurück. Das hatte praktische Anwendungen bei Gaslasern. Später befasste er sich auch mit Elektronenstreuung von komplexeren Molekülen. Von 1966 bis 1976 war er Professor für angewandte Physik an der Yale University.
Er schrieb verbreitete Übersichtsartikel und sorgte für einen effektiveren Informationsaustausch zum Beispiel in Workshops bei den Gaseous Electronics Konferenzen. 
1965 erhielt er den ersten Davisson-Germer-Preis.

## Schriften
- Resonances in Electron Impact on Atoms, Reviews of Modern Physics, Band 45, 1973, S. 378
- Resonances in Electron Impact on Diatomic Molecules, Reviews of Modern Physics, Band 45, 1973, S. 423
- Resonances in Electron Impact on Atoms and Diatomic Molecules, NSRDS-NBS 50, 1973